# Max Schmeling

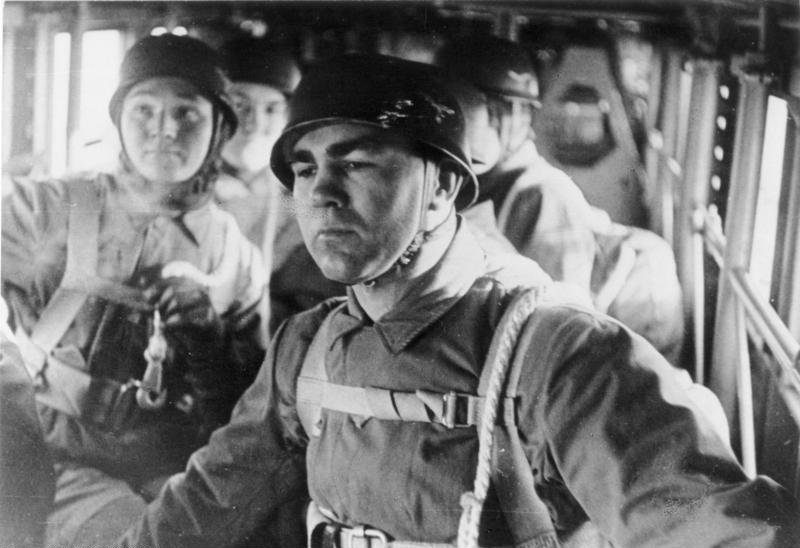
Schmeling jako spadochroniarz w samolocie Ju 52

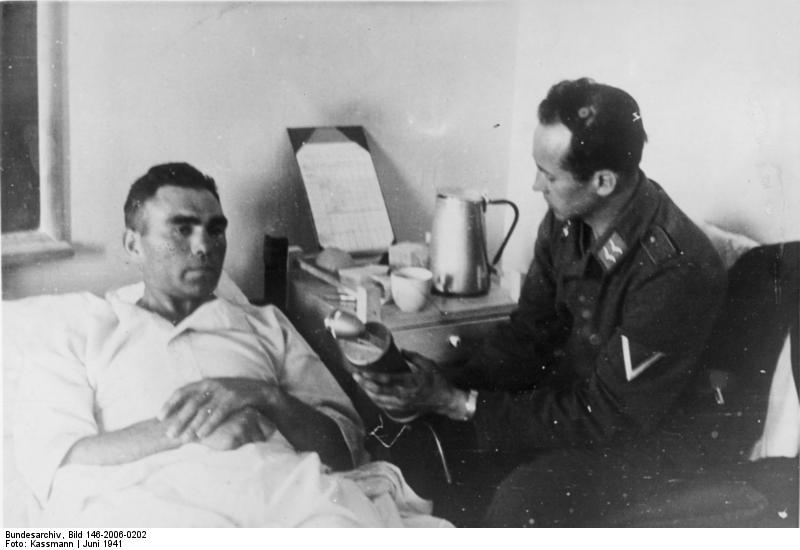
Ranny Schmeling w lazarecie w Atenach

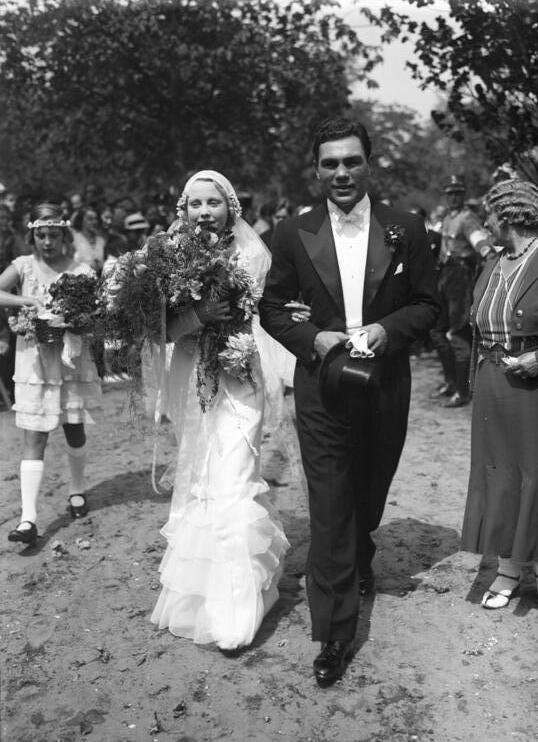
Para młodych - Anny Ondra i Schmeling (1933)

Schmeling na niemieckim znaczku pocztowym

Max Adolph Otto Siegfried Schmeling (ur. 28 września 1905 w Klein Luckow, zm. 2 lutego 2005 w Wenzendorfie) – najwybitniejszy niemiecki bokser zawodowy.

## Życiorys
Pochodził z Pomorza, z okolic Pasewalku. Boksowanie rozpoczął w 1922 w barwach Kraftsportverein Benrath. W 1924 przeszedł na zawodowstwo. Następne lata to pasmo sukcesów: 1926 – mistrzostwo Niemiec w wadze półciężkiej, 1927 – mistrzostwo Europy w wadze półciężkiej, 1928 – mistrzostwo Europy w wadze ciężkiej, 1930 – mistrzostwo świata wszechwag (pokonał w Nowym Jorku Jacka Sharkeya). Został w ten sposób pierwszym supermistrzem boksu z Europy. W 1932 obronił tytuł w walce z Youngiem Striblingiem, by potem go stracić w rewanżowej walce z Sharkeyem.
Największy rozgłos przyniosły mu jednak pojedynki z ówczesnym królem ringu, za którego uważano Amerykanina Joe Louisa. W pierwszym spotkaniu w 1936 Max Schmeling zwyciężył w 12. rundzie przez nokaut. Nie była to oficjalna walka o mistrzostwo świata, lecz prestiżowa konfrontacja czempionów czarnej i białej rasy, co szczególnie podkreślały środki propagandy w ówczesnych Niemczech, głoszącej, że Max Schmeling to duma rasy. Rasy aryjskiej, co w Nowym Jorku spotkało się z odpowiedzią Joe to duma swojej rasy. Ludzkiej rasy. Walkę oglądało na Yankee Stadium ponad 40 tys. osób. Hitlerowskie władze przyznały bokserowi znaczną nagrodę, którą zainwestował w restaurację w Szczecinie.
W 1938 doszło do rewanżu z Louisem, już w oficjalnej walce o mistrzostwo świata. Schmeling został znokautowany po zaledwie 124 sekundach walki.
Po 1933 zakupił domek letniskowy nad jeziorem Bobięcińskim Wielkim, natomiast w latach 1937-1945 mieszkał w podmiasteckiej wsi Ponikła, gdzie od 2006 znajduje się obelisk poświęcony jego pamięci.
W czasie wojny był jednym z nielicznych niemieckich sportowców światowej sławy wcielonych do Luftwaffe za odmowę wstąpienia do NSDAP w 1935. Walczył jako spadochroniarz na Krecie (Operacja Merkury), doznając według niektórych źródeł poważnego urazu kręgosłupa i kolana podczas lądowania. Sam Schmeling jednak temu zaprzeczał, podając, że po prostu zachorował na żołądek, a rannego bohatera robiła z niego propaganda Goebbelsa.  Przed zakończeniem walk o Kretę w doniesieniach medialnych pojawiła się nieprawdziwa wiadomość o jego śmierci. Później przebywał również w okupowanej Polsce i był gościem generalnego gubernatora Hansa Franka.
W 1948 stoczył ostatnią walkę w karierze przegrywając w Hamburgu na punkty z Richardem Vogtem. Na zawodowym ringu stoczył łącznie 70 walk – 56 wygranych (36 k.o.), 10 przegranych i 4 nierozstrzygnięte.
Żoną Maksa Schmelinga była czeska aktorka Anny Ondra (1902-1987). Adolf Hitler, który chciał wykorzystywać Schmelinga jako wzorcowy przykład aryjskiego niemieckiego sportowca, próbował namówić go na rozwód, jak również na zwolnienie menadżera, który był amerykańskim Żydem, ale Schmeling odmawiał.
W 1938, podczas Nocy kryształowej, ryzykując własnym życiem, uratował dwóch nastoletnich braci pochodzenia żydowskiego ukrywając ich w swoim pokoju hotelowym w Berlinie. Następnie pomógł im się wydostać z terenu Niemiec. Trzymał ten fakt w tajemnicy przez 50 lat, a ujawnił zdarzenie jeden z uratowanych.
Po zakończeniu kariery Schmelingowi dobrze się powodziło, był przedstawicielem firmy Coca-Cola na Hamburg. Wspierał finansowo żyjącego w biedzie swojego dawnego przeciwnika Joe Louisa, z którym się zaprzyjaźnił. W 1981 pokrył częściowo koszty jego pogrzebu.
W 1992 został wprowadzony do Międzynarodowej Galerii Sław Boksu.
Przeżył ponad 99 lat i jest najdłużej żyjącym bokserskim mistrzem świata wszechwag w historii.

## Max Schmeling we współczesnej kulturze popularnej
W 2002 odbyła się premiera fabularnego filmu telewizyjnego produkcji amerykańskiej w reż. S.Jamesa, Joe and Max, opowiadającego o życiu Maksa Schmelinga i Joe Louisa. W postać  Schmelinga wcielił się Til Schweiger.
Jego imieniem nazwano również Halę Sportową w Berlinie.
Polska grupa punkrockowa – The Analogs nagrała o nim piosenkę, którą zatytułowała „Max Schmeling” (na płycie Hlaskover Rock z 2000).